# Vive-Hadsund Sogn
Vive-Hadsund Sogn er et sogn i Hadsund Provsti, Aalborg Stift. Sognet blev etableret ved en sammenlægning af Vive Sogn og Hadsund Sogn i 2016. Sognet udgør sit eget pastorat.
Sognet ligger i Mariagerfjord Kommune, Region Nordjylland.

## Geografi
Sognets areal er 34,1 km². Dets sydlige grænser dannes af Mariager Fjord, mod sydvest er Oue Sogn, mod nordvest Rostrup Sogn og mod nord og øst Visborg Sogn. Sognets største by er Hadsund.

## Administrativ historik
Den 1. januar 2016 blev sognet etableret ved en sammenlægning mellem Vive Sogn og Hadsund Sogn. Sognet er hørende til Hadsund Provsti under Aalborg Stift.
Det er beliggende i Mariagerfjord Kommune under Region Nordjylland.

## Kirker
I sognet er der to kirker.
- Hadsund Kirke
- Vive Kirke

## Autoriserede stednavne
I Vive-Hadsund Sogn findes flg. autoriserede stednavne:
- Farsdal (bebyggelse)
- Femhøj (areal)
- Grevelund (bebyggelse, ejerlav)
- Grevelund Hede (bebyggelse)
- Hadsund (bebyggelse, ejerlav)
- Hadsund Huse (bebyggelse)
- Hadsundbroen (bro)
- Halkær (bebyggelse)
- Marienhøj Plantage (areal)
- Røde Huse (bebyggelse)
- Skallehøj (bebyggelse)
- Stevn (bebyggelse, ejerlav)
- Stevn Mark (bebyggelse)
- Svalhøj (bebyggelse)
- Søndergårde (bebyggelse)
- Visborg Skovmark (bebyggelse)
- Vive (bebyggelse, ejerlav)
- Vive Hede (bebyggelse)
- Vive Mark (bebyggelse)
- Østergårde (bebyggelse, ejerlav)
- Ålborgdal (bebyggelse)